# آندریا کاپا
آندریا کاپا (انگلیسی: Andrea Cappa؛ زادهٔ ۲۱ فوریهٔ ۱۹۹۳) بازیکن فوتبال اهل ایتالیا است.
از باشگاه‌هایی که در آن بازی کرده‌است می‌توان به باشگاه فوتبال ویچنزا و باشگاه فوتبال دلفینو پسکارا اشاره کرد.